# Soldatens glade Liv
Soldatens glade Liv med undertitlen Chr. Schrøder som Soldat er en dansk stum komediefilm fra 1910 produceret af Nordisk Films Kompagni. Filmens instruktør er ukendt. 
Filmen havde dansk premiere den 26. december 1910 i Biograf-Theatret og blev i tysktalende lande distribueret under titlen Soldatenleben og i engelsketalende lande som The Soldier's Life.

## Handling
Mads skal ind og være soldat. Mads er midaldrende og rund i det. Han er ikke glad for militærtjenesten og alle de fjollede ting, som han bliver udsat for. Mads bliver til sidst hjemsendt, men han ville gerne have været sin oplevelse foruden.

## Medvirkende
- Christian Schrøder, Mads, soldat
- Victor Fabian